# Evelyn Tucker
Evelyn Tucker (1906-1996) est une militaire ayant travaillé pour le Monuments, Fine Arts, and Archives program après la Seconde Guerre mondiale.

## Biographie

### Jeunesse et formation
Evelyn Tucker naît le 15 août 1906 à Pensacola (comté d'Escambia) en Floride, de Joseph Wyatt Tucker (1873-1910) et de Nettie Elizabeth Knowles Tucker (1882-1909),. Elle a un frère, Alton Wyatt (1904-1991), et une sœur, Vera (1908-1976). Leur mère meurt à 27 ans, le 19 août 1909, et est inhumée au cimetière Saint John de Pensacola. En mai 1910, Evelyn Tucker et sa fratrie sont recensés comme vivant avec leur père dans le comté d'Escambia, avec leur grand-mère paternelle Nancy Jane Ward Tucker (1853-1913) et leurs tantes paternelles Virgie (1889-1979) et Bertha (1892-1971) Tucker,. Le père d'Evelyn Tucker meurt à 36 ans, le 29 août 1910, et sa grand-mère Nancy Tucker meurt trois ans plus tard.
En 1920, Evelyn Tucker et ses frères et sœurs sont recensés dans un orphelinat baptise de Floride à Arcadie dans le comté DeSoto. L'établissement abrite les orphelins jusqu'à leurs 18 ans ou jusqu'à leur adoption par un foyer chrétien. La même année, Virgie et Bertha Tucker tiennent une pension à Pine Barren dans le comté d'Escambia,,.
Avant la fin des années 1920, le frère et la soeur d'Evelyn Tucker se marient, respectivement le 1er octobre 1928 et le 18 juin 1929, tous deux en Floride,, tandis qu'Evelyn Tucker effectue des études d'art à l'université de Miami. En 1930, elle y réside, et y travaille comme sténographe pour le bureau des impôts de Dade County. Elle occupe ensuite un « poste administratif dans une division secrète de la Pan American World Airways, consacrée à l'installation de systèmes de radar sur les bases aériennes à travers le monde », selon le site de la fondation des Monuments Men.

### Seconde Guerre mondiale et procès de Nuremberg
Au cours de la Seconde Guerre mondiale, Evelyn Tucker entre dans le Women's Army Auxiliary Corps (WAAC) le 30 avril 1943. Selon l'édition du 2 mars 1943 de The Miami News, elle obtient le score maximal de 141 au test de vivacité mentale de son examen d'entrée.
Attachée au département météorologie du WAAC, elle est ensuite affectée à l'unité de contre-espionnage de l'US Army Air Corps.
Après la guerre, elle obtient un emploi comme secrétaire et sténographe auprès du Tribunal militaire international de Nuremberg, en Allemagne. Pendant ce temps, elle effectue de l'assistance administrative dans le cadre des poursuites contre Hermann Göring.

### Monuments men
Evelyn Tucker est affectée au programme Monuments, Fine Arts, and Archives (MFAA) comme assistante administrative en février 1946. Elle est rapidement promue à un poste d'officier en mars de la même année, et affectée à la section réparation, livraisons et restitution (RD&D) à Salzbourg. Elle y travaille jusqu'en juillet, à cause d'une réorganisation de la MFAA. Elle occupe ensuite à nouveau un poste d'officier en Beaux-Arts en octobre 1947, travail qu'elle poursuit jusqu'à la fin en février 1949. Selon le site de la fondation des Monuments Men, Tucker travaille à Vienne, à Salzbourg et à Linz, en poursuivant l'inventaire des dossiers concernant les objets d'art et en recherchant les demandes de restitution.
Evelyn Tucker est décrite par McWhinnie comme « la voix de femme la plus franche dans l'histoire culturelle de l'après-Seconde Guerre mondiale ». Elle dénonce ainsi « les erreurs et les mauvaises gestions de ses supérieurs » et étudie activement le « pillage discret d'objets par des officiers américains ». Son dernier rapport du 16 février 1949 au directeur de l'U.S. Allied Commission for Austria mentionne ainsi le nombre important d'objets d'art déplacés dans « des clubs d'officiers et des bureaux personnels de généraux », à l'encontre de la politique de la MFAA.

### Après-guerre
Tucker retourne en Floride où elle occupe un emploi de bureau comme sergent au service de police. Durant les années 1950, elle dirige l'Eve Tucker Gallery à Miami Beach.
En 1965, Tucker déménage à Santa Fe (Nouveau-Mexique) où elle reste jusqu'à sa mort. Bénévole du programme VISTA, elle travaille également pour l'Office of Health and Social Services du Nouveau-Mexique comme spécialiste de contrôle qualité pour une réserve Navajo.

### Mort
Evelyn Tucker meurt à 90 ans à Santa Fe le 17 août 1996. Elle est ensuite inhumée en Floride le 12 septembre, au cimetière Saint John de Pensacola,